# Peter Carl Fabergé

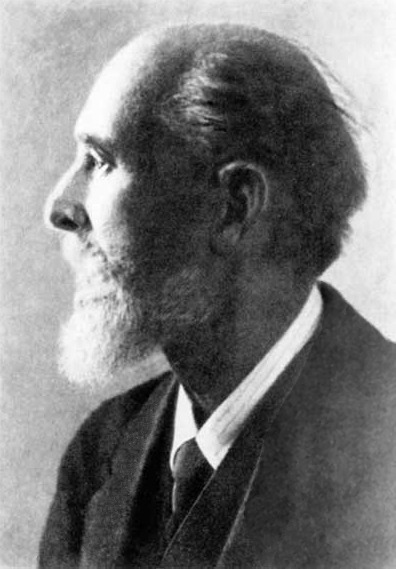
Peter Carl Fabergé

Peter Carl Fabergé (Russisch: Петер Карл Фаберже) (Sint-Petersburg, 30 mei 1846 - Lausanne, 24 september 1920) was een Russische goudsmid. Tevens ontwierp hij juwelen en kunstvoorwerpen. Fabergé is bekend geworden als de maker van uitbundige, met juwelen versierde Fabergé-eieren, die hij maakte voor de laatste twee Russische tsaren, Alexander III en Nicolaas II.

## Opleiding
Peter Carl Fabergé was geboren in Sint-Petersburg als de zoon van de Franse juwelier Gustav Fabergé en diens Deense echtgenote Charlotte Junstedt. Zijn vader beoefende sinds 1841 het beroep van juwelier en opende een jaar later het Huis van Fabergé. Hij was erg bekend in Sint-Petersburg en zijn werk was zeer geliefd bij zijn Russische kopers. Fabergé kreeg in Sint-Petersburg les aan een privéschool, St. Anna genaamd. Het gezin verhuisde in 1860 naar Dresden, waar hij ging studeren aan de commerciële school. Hij haalde zijn diploma een jaar later en niet lang daarna ging Fabergé, die toen in zijn tienerjaren zat, op een drie jaar durende studiereis naar steden als Parijs, Florence en Frankfurt am Main. Toen Fabergé in 1864 weer terugkeerde naar Sint-Petersburg, was hij een gediplomeerd juwelier en kreeg hij werk in het bedrijf van zijn vader.

## Het Huis van Fabergé

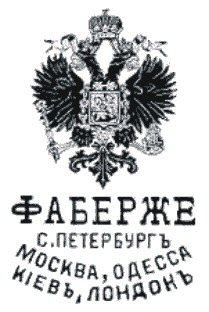
Het logo van het Huis van Fabergé in 1895

In 1872 trad Fabergé met Augusta Jakobs in het huwelijk en nam hij de leiding over het bedrijf over van zijn vader. Het juweliersbedrijf was toen niet veel anders dan de andere bedrijven in Sint-Petersburg. Maar Fabergé was vastbesloten zich te onderscheiden van de andere juweliers. In die tijd werden juwelen en decoratieve kunst op waarde geschat op basis van de grootte en het gewicht van de kostbare edelstenen en metalen. Fabergé vond echter dat de waarde werd bepaald door het vakmanschap en de tijd die in het werk werden gestoken. Hiermee introduceerde hij een geheel nieuwe schoonheidsleer. Met de hulp van zijn broer Agathon, die in 1882 bij het bedrijf ging werken, wist hij het bedrijf groot te maken. Huis van Fabergé trok nieuwe juweliers als werknemer en groeide uit tot een bekend en modieus juweliershuis dat wereldwijde naamsbekendheid had.

## DeFabergé-eieren

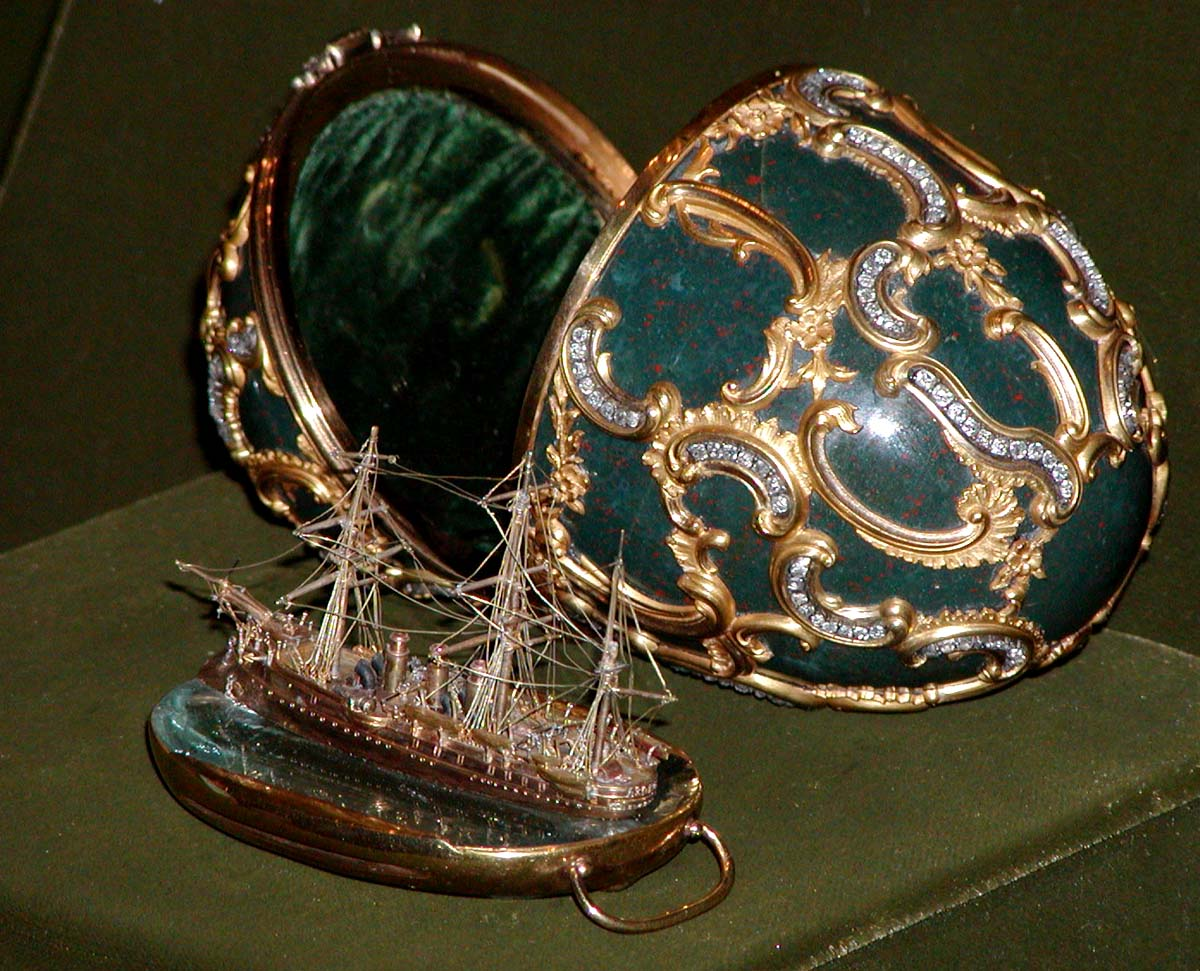
Het Pamiat Azova-ei, één van de 52 typische keizerlijke Fabergé-eieren.

Fabergé en zijn jongere broer Agathon waren dé attractie van de Pan-Russische tentoonstelling die in 1882 in Moskou werd gehouden. Ze wonnen een gouden medaille en kregen veel aandacht van de pers. Op dit evenement leerde tsaar Alexander III van Rusland het werk van Fabergé kennen; hij kocht hier namelijk een paar manchetknopen voor zijn vrouw, tsarina Maria Fjodorovna. Drie jaar later plaatste de tsaar zijn eerste order bij het juweliershuis; hij bestelde een paasei voor zijn echtgenote. De tsarina was erg blij met het ei, First Hen Egg genaamd, waarop de tsaar Fabergé aanstelde als hofleverancier en hem de opdracht gaf ieder jaar een paasei voor de tsarina te maken. Toen de tsarentroon na het overlijden van Alexander III werd overgenomen door Nicolaas II bestelde die twee keer per jaar een ei; een voor zijn vrouw Alexandra en een voor zijn moeder. Deze traditie werd van 1895 tot 1916 voortgezet; er zouden meer dan vijftig paaseieren worden gemaakt.

## Internationaal succes
Maar Fabergé maakte meer dan eieren. In 1896 vervaardigde zijn bedrijf alle geschenken die tijdens de kroning van Nicolaas II werden gegeven aan de nieuwe tsaar. Ook werd Fabergé in 1897 als hofgoudsmid aan het Zweedse hof aangesteld en in 1900 vertegenwoordigde zijn werk Rusland tijdens de Wereldtentoonstelling van 1900 in Parijs. In 1910 werd hij ook de goudsmid aan het Russische hof. Het Huis van Fabergé was het grootste bedrijf in Rusland met vijfhonderd werknemers en filialen in Moskou (1897), Odessa (1890), Kiev (1900) en Londen (1903). Tussen 1882 en 1917 werden door het bedrijf ongeveer 150.000 voorwerpen gemaakt. In 1910, tijdens het hoogtepunt van de carrière van Peter Carl Fabergé, kreeg het Huis de eretitel "Juwelier van het Keizerlijke Hof". Zijn juweliersbedrijf kreeg verschillende onderscheidingen voor zijn werk.

## Na deRussische Revolutie
In 1914 kwam het Huis van Fabergé in de problemen, omdat veel van de werknemers gedwongen waren in het leger te gaan en Fabergé de opdracht kreeg om handgranaten en kogelhulzen te maken. Ook daalde de vraag naar kostbare juwelen en kunstobjecten drastisch. Toen in 1917 de Oktoberrevolutie uitbrak, verkocht Fabergé al zijn aandelen in zijn bedrijf aan zijn werknemers en vluchtte het land uit. Met de hulp van de Britse ambassade kon Fabergé naar Wiesbaden, Duitsland, uitwijken. Hij stierf enkele jaren later, in 1920, in Lausanne, Zwitserland, en werd begraven naast zijn vrouw Augusta op een begraafplaats in Cannes, Frankrijk.
Het Huis van Fabergé werd in november 1918 officieel gesloten. Agathon werd door de nieuwe regering van Rusland vastgehouden om de nationale schatten van het Russische Keizerrijk te catalogiseren en te taxeren. Nicholas Fabergé, Carls jongste zoon, werd in 1906 naar Londen gestuurd om alle verkoop buiten Rusland te behartigen. Hij bleef in Londen en werd modefotograaf. In 1922, twee jaar na de dood van Carl Fabergé, werd Theo geboren. In 1924 stichtten Eugène en Alexander Fabergé, de zonen van Peter Carl, een nieuw juweliersbedrijf onder de naam "Fabergé & Cie" in de hoop de oude reputatie van hun naam weer te laten herleven. Dit bleek echter niet te lukken zonder hun vader, die vier jaar eerder was gestorven. In 1951 werd de naam veranderd in "Fabergé Inc." en later weer in "Fabergé Co.". Jaren later werd het bedrijf onderdeel van het juweliersbedrijf van Victor Mayer.
Theo Fabergé was de laatst levende kleinzoon van Carl Fabergé. Sinds 1985 werkten hij en zijn dochter Sarah Fabergé onder de naam St. Petersburg Collection. Theo restaureerde een originele Holtzapffeldraaibank uit 1861 en begon in de jaren vijftig met het ontwerpen en creëren van sierlijke objecten van exotische houtsoorten en ivoor, eerst voor eigen plezier, maar steeds meer in opdracht. Theo Fabergé overleed op 20 augustus 2007. Zijn dochter Sarah Fabergé zet de familietraditie verder.